# Répce
Répce nebo Rabice[zdroj?] (německy Rabnitz) je řeka v Rakousku a Maďarsku. V Maďarsku prochází župami Vas a Győr-Moson-Sopron. Pramení ve vesnici Stang v části Blumau a stéká se s kanálem Kis-Rába, se kterým vytvoří řeku Rábcu.

## Sídla ležící u břehu řeky
Répce prochází následujícími sídly:

### Rakousko
- Stang
- Karl
- Oberrabnitz
- Schwendgraben
- Unterrabnitz
- Piringsdorf
- Dörfl
- Steinberg
- Oberloisdorf
- Unterloisdorf
- Mannersdorf an der Rabnitz
- Klostermarienberg
- Frankenau
- Strebersdorf
- Lutzmannsburg

### Maďarsko
- Zsira
- Répcevis
- Gyalóka
- Szakony
- Csepreg
- Bük
- Gór
- Bő
- Chernelházadamonya
- Répceszentgyörgy
- Hegyfalu
- Mesterháza
- Tompaládony
- Vasegerszeg
- Nagyegeresd
- Vámoscsalád
- Csáfordjánosfa
- Répceszemere
- Répcelak
- Csánig
- Dénesfa
- Cirák
- Gyóró
- Himod
- Hövej
- Vitnyéd
- Kapuvár

## Přítoky
Do řeky Répce se vlévají potoky:
- Lembach
- Solibach
- Neuwieserbach
- Erlaubach
- Dorschabach
- Rabnitz Altauf
- Peresznye-patak
- Ablánc-patak
- Metőc-patak
- Kócsod-patak
- Répce-apasztó
- Köles-ér
- Kardos-ér
- Vámház-ér